# Дикая Роза (телесериал)
«Дикая Роза» (исп. Rosa Salvaje) — мексиканская теленовелла. Продюсер — Валентин Пимштейн. Производство мексиканской компании Televisa.

## Сюжет
Роза Гарсиа — девушка из Вилья-Руин, ведёт себя, как ребёнок. Она играет с мальчишками то в футбол, то в шарики. Живёт она вместе со своей крёстной матерью Томасой.

## Роли
| Актёр                                                                                      | Роль                                                             |
| ------------------------------------------------------------------------------------------ | ---------------------------------------------------------------- |
| Вероника Кастро                                                                            | Роза Гарсия де Линарес по кличке «Дикарка» (1-199)               |
| Гильермо Капетильо                                                                         | Рикардо Линарес (1-199)                                          |
| Гильермо Капетильо                                                                         | Рохелио Линарес (1-199)                                          |
| Лилиана Абуд                                                                               | Кандида Линарес (1-199)                                          |
| Клаудио Баэс                                                                               | Федерико Роблес (1-174)                                          |
| Лаура Сапата                                                                               | Дульсина Линарес (1-199)                                         |
| Эдит Гонсалес                                                                              | Леонела Вильярреаль (1-96)                                       |
| Фелисия Меркадо                                                                            | Леонела Вильярреаль (96-199)                                     |
| Магда Гусман                                                                               | Томаса Гонсалес (1-199)                                          |
| Армандо Кальво                                                                             | Себастьян (1-199)                                                |
| Мариана Леви                                                                               | Эрлинда «Линда» Гонсалес (1-199)                                 |
| Ирма Лосано                                                                                | Полетт Монтеро де Мендисабаль (1-199)                            |
| Альберто Маяготья                                                                          | Пабло Мендисабаль (1-181)                                        |
| Глория Морель                                                                              | Эдувихес (1-199)                                                 |
| Хосефина Эскобедо                                                                          | донья Фелипа Гонсалес (1-199)                                    |
| Алехандро Ландеро                                                                          | Ригоберто Камачо-Санчес (1-1ХХ)                                  |
| Эдмундо Барахона                                                                           | Сельсо (2-1ХХ)                                                   |
| Беатрис Орнелья                                                                            | Каридад (1-1ХХ)                                                  |
| Патрисия Перейра                                                                           | Норма (9-1ХХ)                                                    |
| Рената Флорес                                                                              | Леопольдина (1-199)                                              |
| Гастон Тусет                                                                               | Роке Мендисабаль (1-199)                                         |
| Лилиана Веймер                                                                             | Ванесса (1-1ХХ)                                                  |
| Россана Сесарман                                                                           | Селия (1-ХХХ)                                                    |
| Эдуардо Борха                                                                              | Иларио (1-ХХХ)                                                   |
| Артуро Гисар                                                                               | Руфино Санчес (1-ХХХ)                                            |
| Ари Тельч                                                                                  | Хорхе Андуэза (1-ХХХ)                                            |
| Кармелита «Кармен» Кортес                                                                  | Филомена «Фило» (1-ХХХ)                                          |
| Себастьян Гарса                                                                            | Чала (1-???)                                                     |
| Альберто Гонсалес                                                                          | Хайме (1-ХХХ)                                                    |
| Хорхе Гранильо                                                                             | Палильо (1-ХХХ)                                                  |
| Тито Ливио Баккарин                                                                        | Тито                                                             |
| Хулио Андрес Лопес                                                                         | Перико                                                           |
| Адриан Мартинес                                                                            | Адриан по прозвищу «Зубастик»                                    |
| Габриэла Оффер                                                                             | Лорения (10-ХХХ)                                                 |
| Сервандо Манцетти                                                                          | Эдуардо Рейносо                                                  |
| Хуан Карлос Серран                                                                         | Педро Луис Гарсия                                                |
| Ракель Паро                                                                                | Донья Росаура Монтеро де ла Рива                                 |
| Маурисио Феррари                                                                           | Карлос Монтеро                                                   |
| Монтсеррат Оливье                                                                          | 18-19 серии                                                      |
| Мария Фернанда Гарсия (была спутана с Ники Монделлини из-за внешнего сходства двух актрис) | персонаж появился только в 15 серии                              |
| Карен Сентиес                                                                              | персонаж появился только в 19 серии                              |
| Алисия Энсинас                                                                             | Лулу Каррильо (с 19 серии)                                       |
| Херардо Клейн                                                                              | персонаж появился только в 19 серии                              |
| Бенхамин Ислас                                                                             | Мартин                                                           |
| Гильермо де Альворадо                                                                      | Хосе де Хесус (27-199)                                           |
| Гай де Сайнт-Кир                                                                           | Роман (37-39)                                                    |
| Эрик Эстрада                                                                               | Роча                                                             |
| Рикардо Вера                                                                               | Мендоса (с 40 серии)                                             |
| Исмаэль Ларумбе-младший                                                                    | Кастро (с 46 серии)                                              |
| Ада Карраско                                                                               | Кармен (с 46 серии)                                              |
| Берта дель Кастильо                                                                        | Хустина                                                          |
| Нинон Севилья                                                                              | Сораида (с 52 серии)                                             |
| Клаудия Гальвес                                                                            | Клеопатра (с 52 серии)                                           |
| Карен Сентиес                                                                              | персонаж появился только в 58 серии                              |
| Либертад Паломо (при рожд. Армандо Паломо)                                                 | Оскар Бикунья Муньеко по кличке «Красавчик» (с 59 серии)         |
| Ортенсия Клавихо                                                                           | Агрипина Перес по кличке «Текелера» (с 60 серии)                 |
| Хайме Гарса                                                                                | Эрнесто Рохас (с 61 серии)                                       |
| Аурора Клавель                                                                             | с 61 серии                                                       |
| Хуан Вердуско                                                                              | Сеньор Рамос (с 65 серии)                                        |
| Мигель Серрос                                                                              | персонаж появился только в 70 серии                              |
| Родриго Нери                                                                               | персонаж появился только в 74 серии                              |
| Сесилия Габриэла                                                                           | Ингрид (с 81 серии)                                              |
| Ли Кинтана                                                                                 | Сильвия (с 81 серии)                                             |
| Альваро Сервиньо                                                                           | Валенсия (с 82 серии)                                            |
| Альберто Инсуа                                                                             | Нестор Пароди (с 86 серии)                                       |
| Поло Ортин                                                                                 | Михарес (с 87 серии)                                             |
| Патрисия Ансира                                                                            | Эстела Гомес (с 88 серии)                                        |
| Артуро Лорка                                                                               | Фернандес (с 89 серии)                                           |
| Хакаранда Альфаро                                                                          | Ирма Сервантес Дельгадо (с 89 серии)                             |
| Рафаэль Вильяр                                                                             | Рамон Валадес (с 93 серии)                                       |
| Марта Реснофф                                                                              | Эсперанса                                                        |
| Полли                                                                                      | Америка (с 95 серии)                                             |
| Роксана Сауседо                                                                            | Виолетта (с 95 серии)                                            |
| Беатрис Морено                                                                             | Эулалия (с 95 серии)                                             |
| Алехандра Мальдонадо                                                                       | Малена (с 95 серии)                                              |
| Давид Остроски                                                                             | Карлос Манрике (с 95 серии)                                      |
| Отто Сирго                                                                                 | Анхель де ла Уэрта (с 95 серии)                                  |
| Хорхе Сантос                                                                               | Кастильо (с 97 серии)                                            |
| Армандо Франко                                                                             | Рауль де ла Уэрта (со 102 серии)                                 |
| Барбара Хиль                                                                               | Амалия                                                           |
| Алисия Осорио                                                                              | Ольга (со 105 серии)                                             |
| Херардо Акунья                                                                             | Габриэль (с 107 серии)                                           |
| Мария Моретт                                                                               | Лидия (появилась только в 107 серии)                             |
| Карлос Бессерриль                                                                          | дель Кастильо                                                    |
| Лиза Виллерт                                                                               | 110-111 серии                                                    |
| Ракель Морель                                                                              | Паулина (персонаж появился только в 118 серии)                   |
| Херардо Корреа                                                                             | Фахардо (118—119)                                                |
| Малени Моралес                                                                             | Мириам Асеведо (со 120 серии)                                    |
| Умберто Яньес                                                                              | Исидро Васкес (со 123 серии)                                     |
| Густаво Рохо                                                                               | Падре Мануэль де ла Уэрта                                        |
| Антонио Брильяс                                                                            | Падре Игнасио (персонаж появился только в 130 серии)             |
| Ана Либия                                                                                  | персонаж появился только в 64, 131 и 157 сериях                  |
| Дина де Марко                                                                              | Наталия (персонаж появился только в 137 серии)                   |
| Рене Кардона                                                                               | Дон Фелисиано (с 137 серии)                                      |
| Дарвин Солано                                                                              | Роберто (персонаж появился только в 137 серии)                   |
| Хосе Лават                                                                                 | Гранильо (с 139 серии)                                           |
| Флор Прокуна                                                                               | 144-145 серии                                                    |
| Летисия Пердигон                                                                           | персонаж появляется только в 144 серии                           |
| Сокорро Авелар                                                                             | «Проклятая» (с 148 серии)                                        |
| Росита Бушо                                                                                | «Тигирица» (с 148 серии)                                         |
| Хосе Роберто Хилл                                                                          | Рохелис (со 151 серии)                                           |
| Хулия Маришаль                                                                             | Ромелия (с 170 серии)                                            |
| Мария Мартин                                                                               | Мадам Рубье (со 171 серии)                                       |
| Мече Барба                                                                                 | Сестра Мерседес                                                  |
| Антонио Мигель                                                                             | Равель (176—177)                                                 |
| Давид Ренкорет                                                                             | Фелипе Арревало (со 178 серии)                                   |
| Агустин Лопес Савала                                                                       | Логильо (персонаж появился только в 179 серии, далее упоминания) |
| Роберто Бальестерос                                                                        | Херман Лаприда (с 180 серии)                                     |
| Мариагна Пратс                                                                             | Фернанда Арраухо (с 183 серии)                                   |
| Магда Карина                                                                               | Анхелика (с 184 серии)                                           |
| Артуро Гарсия Тенорио                                                                      | Аугустино Кампос (с 184 серии)                                   |
| Леонардо Даниэль                                                                           | Энрике (с 186 серии)                                             |
| Карина Дюпре                                                                               | Мария Елена Торрес де Роблес (с 189 серии)                       |
| Эктор Бонилья                                                                              | Браулио Коваррубиас по кличке «Пучо» (с 191 серии)               |
| Беатрис Шеридан                                                                            | La Campana (с 191 серии)                                         |
| Рафаэль Инклан                                                                             | персонаж появился только в 193 серии                             |
| Рене Муньос                                                                                | персонаж появился только в 199 серии                             |

## Административная и техническая группы
- Либретто и литературная редакция:

Оригинальный текст — Инес Родена
Либретто — Абель Санта Крус, Карлос Ромеро.
Телевизионная версия — Габриэла Ортигоса, Вивиан Песталоцци
Литературный редактор — Долорес Ортега
Литературный администратор — Хосе Мария Айяла.
- Режиссура:

Режиссёр-постановщик — Беатрис Шеридан
Ассистент режиссёра — Дарио Ранхель
- Операторская работа:

Оператор-постановщик — Эрнесто Арреола
2-й оператор — Леопольдо Террасас
Ассистенты оператора — Хорхе Санчес Леон, Хулио Монтойя, Роберто Замора, Абелардо Хернандес.
Монтажёр — Адриан Фрутос Маса
- Музыка:

Композитор — Хосе Антонио «Потро» Фариас, Хавьер Ортега
Вокал — Вероника Кастро, Нинон Севилья
Аудиотехники — Хосе Луис Санчес
- Художественная часть:

Костюмы для съёмок — компания Televisa San Angel
Гримёр — Вероника Кампос
Стилист — Мария Эухения Валенсия, компания Televisa San Angel
Сценограф — Дарио Ранхель
- Администраторы:

Генеральный продюсер — Валентин Пимштейн
Ассоциированный продюсер — Вероника Пимштейн (начало сериала), Сальвадор Мехия Алехандре (последующие серии)
Координированный продюсер — Анхельи Несма Медина
Ассистент продюсера — Никандро Диас Гонсалес
Руководители производства — Пабло Веласко, Никандро Диас Гонсалес, Компания Foro
Ответственный за съёмки — Симон Педро Гомес
Начальник места съёмок — Марикармен Сола
Начальник места проживаний актёров — Росальба Сантойо, Алехандро Монррой.
Осветитель на съёмках — Хесус Райя.
Видеотехники — Карлос Санчес Лухан.
Видеоинженер — Луис Гарридо Паредес.
Подбор актёров для съёмок — компания Foro 1.
Ассистент продюсера — Марикармен Маркос
Распределение ролей среди актёров — Марта Хулисса Лоранса
Ответственный за видеозапись каждой серии на видеокассеты — Луис Гарридо Паредес

## Новеллизация
Альберто Альварес написал новеллизацию «Дикой Розы» и четыре продолжения к ней. В хронологическом порядке:
- «Тайна Дикой Розы». Когда сеньор Монтеро де ла Рива узнал, что его дочь Полетт завела роман с его собственным шофером Педро Луисом и ждет от него ребёнка, его возмущению не было предела. Ни он сам, ни его жена, непреклонная донья Росаура не желали признавать родившуюся девочку внучкой. Полетт назвала её Розой. Несчастливо складывалась судьба малышки — она почти сразу же лишилась отца и была разлучена с матерью. Но её ждала удивительная, почти невероятная судьба. В это же время в богатом фешенебельном доме семьи Линарес рос мальчик по имени Рикардо…
- «Дикая роза». Бедная девушка из Вилья-Руин Роза Гарсиа выходит замуж за богатого молодого сеньора Рикардо Линареса. Сестры Рикардо и его бывшая невеста не могут смириться с этим. Решив во что бы то ни стало разбить молодую семью, они не гнушаются никакими средствами, в том числе и преступными.
- «Роза Дюруа». После событий сериала проходит несколько лет. У Розы рождаются девочки-близняшки — Дульсе и Лус, брат Рикардо Рохелио женится на подруге Розы Эрлинде, у них рождается сын Флоренсио. Всё прекрасно до тех пор, пока Рикардо глупо всё не испортил, приревновав Розу к Пабло, с которым помирилась после смерти матери Поллет, сам не подозревая, что Пабло — её брат. Оскорблённая ревностью героиня вместе с Дульсе и матушкой Томасой, воспользовавшись разразившимся в Мехико землетрясением, сбегают в Гвадалахару, где Роза открывает цветочный магазин и успешно ведет этот бизнес. Рикардо, уверенный, что Роза и его дочь погибли при землетрясении (сама Роза думает, что Лус погибла, на самом деле она осталась с отцом), пускается во все тяжкие и становится жертвой мошенничества своего партнёра по бизнесу. Но вот однажды Лус и Дульсе случайно встретились и, решив помирить своих родителей, поменялись местами. Роза и Рикардо помирились, а сами девочки довольные уехали отдыхать на курорт.
- «Роза и Рикардо». Несмотря на название, большая часть сюжета вертится вокруг подросших Лус и Дульсе. Отдыхая на курорте, Дульсе случайно становится свидетельницей убийства. Сама того не желая, девушка перебежала дорогу могущественному криминальному авторитету, и теперь жизнь обеих сестёр в опасности, спасти от которой их смогут несколько настоящих мужчин, встреченных ими в самых необычных местах.
- «Возвращение Дикой Розы». Роза и Рикардо — теперь бабушка и дедушка, у них подрастает внучка Розита. Кровавый гангстер Саммора из предыдущих книг мстит Линаресам. Он убивает Рикардо и сажает на иглу сына Рохелио Флоренсио. Убитая горем Роза уезжает в Испанию, где находит новую любовь. Новым мужем Розы становится Роберто Бусти, венчание с которым проходит в замке, недалеко от кладбища, где похоронен её прежний муж. А тем временем её дочери начинают путаться в отношениях со своими мужьями. Рохелио, жаждущий отомстить за брата и сына, начинает искать Саммору, в этом ему помогают шурин Густаво и его жена Изабель, имеющие к бандиту личные счёты.

## Награды и премии

### TVyNovelas(1988)
Сериал Дикая Роза был номинирован на 4 премии, 2 из которых одержали победу:
- Лучшая актриса — Вероника Кастро — ПОБЕДА.
- Лучший актёр — Гильермо Капетильо — проигрыш.
- Лучшая злодейка — Лаура Сапата — ПОБЕДА.
- Лучшая теленовелла — Валентин Пимштейн — проигрыш.